# Oringbele
Oringbele is een bestuurslaag in het regentschap Flores Timur van de provincie Oost-Nusa Tenggara, Indonesië. Oringbele telt 1535 inwoners (volkstelling 2010).